# Sven Müller
Pour les articles homonymes, voir Müller.
Sven Müller est un pilote automobile allemand né le 7 février 1992 à Mayence (Allemagne).

## Carrière
Müller débute en Karting en 2004. 
En 2010 il finit 9e des ADAC Formel Masters pour sa première saison en monoplace.
Il commence l'année suivante en monoplace avec l'ADAC Formel Masters, il finit sixième du championnat 2010 avec une victoire.
Il récidive en 2011 et finit 3e du championnat ce qui lui ouvre les portes de la Formule 3 Euro Series.
Il participe en 2012 à la Formule 3 Euro Series 2012 et au Championnat d'Europe de Formule 3 2012.